# Gare de Mâcon-Loché-TGV
Ne doit pas être confondu avec Gare de Mâcon-Ville.
La gare de Mâcon-Loché-TGV est une gare ferroviaire française TGV, de la LGV Sud-Est, située sur le territoire de la commune de Mâcon, quartier de Loché, dans le département de Saône-et-Loire, en région Bourgogne-Franche-Comté.

## Situation ferroviaire
La gare est située au point kilométrique 334,017 de la ligne de Combs-la-Ville à Saint-Louis (LGV), entre les gares du Creusot - Montceau - Montchanin et de Lyon-Saint-Exupéry TGV. Son altitude est de 187 m.

## Histoire

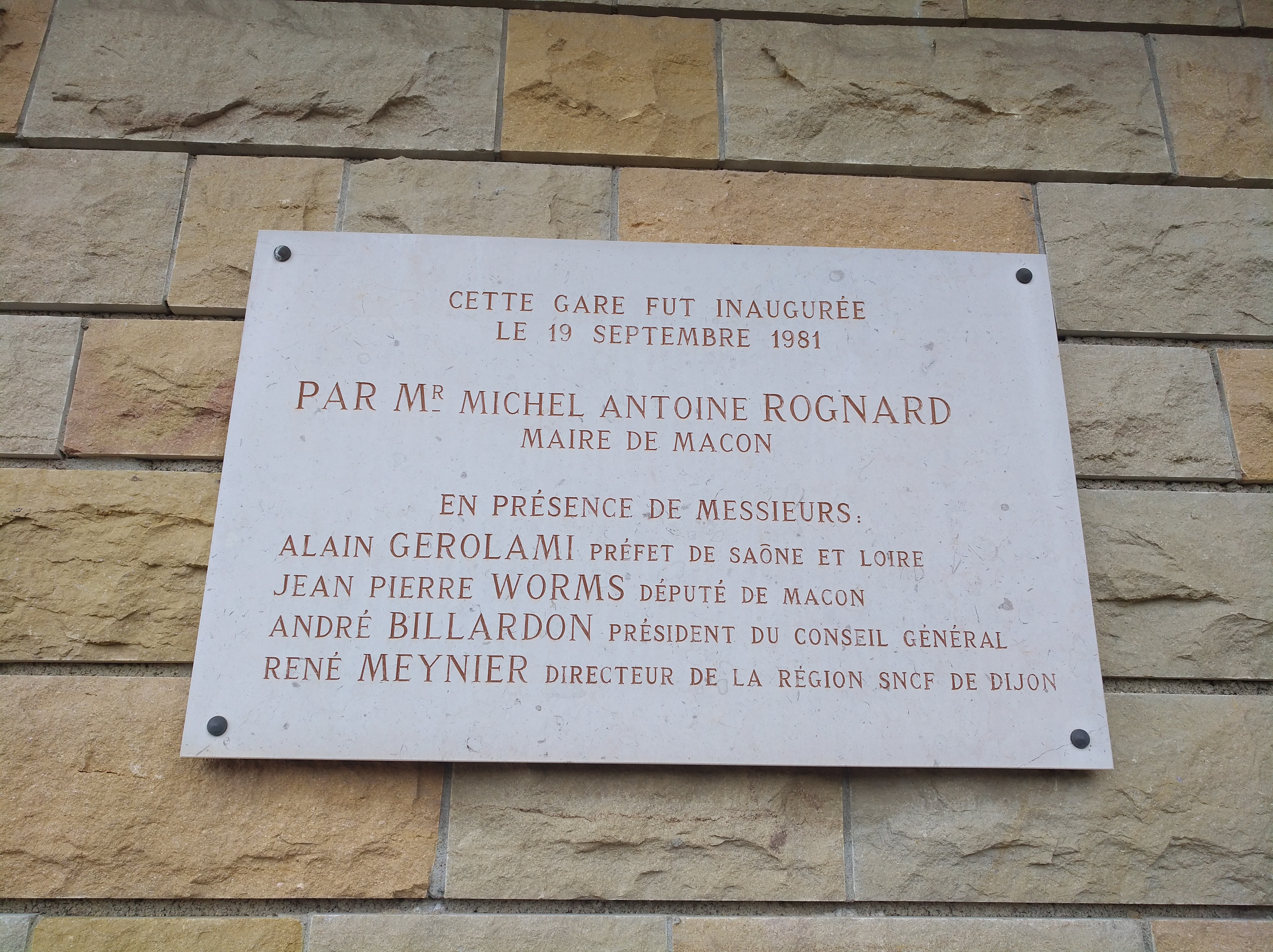
Plaque commémorative de l’inauguration de la gare.

Cette gare est issue d'un compromis entre la logique de la SNCF, qui souhaitait réaliser une ligne Paris à Lyon sans gares intermédiaires et celles des collectivités locales qui se sont mobilisées lors de l’étude d’impact de la LGV pour valoriser l’aménagement de leur territoire. Pour la SNCF le potentiel de clientèle  ne justifiait pas l'investissement dans des raccordements pour une desserte des gares centrales.
Le 27 septembre 1981, la gare de Mâcon-Loché-TGV est mise en service en même temps que la gare du Creusot TGV, ainsi que la LGV Sud-Est. Elle a permis une liaison directe vers Paris en environ 1 h 35, contre 3 h 30 auparavant par la ligne classique Paris – Marseille.

### Accident de 1992
Le 14 décembre 1992, premier accident d'un TGV circulant à grande vitesse : à 7 h 33, le TGV 920 Annecy-Paris, assuré par la rame 56, déraille à 270 km/h en amont de la gare de Mâcon-Loché-TGV. Seul un bogie porteur, situé entre les remorques R3 et R4 est sorti des rails, le reste de la rame n'a pas déraillé et a conservé sa stabilité jusqu'à l'arrêt à la sortie de la gare.
La cause de l'accident est imputée à une défaillance du matériel : blocage des roues d'un bogie par suite de la défaillance d'un composant électronique.
Le bilan fut relativement bénin : aucun blessé dans le train, 25 personnes qui attendaient un autre TGV sur le quai sont légèrement blessées par des projections de ballast.

## Installations
Comme la gare nouvelle du Creusot, cette gare a une architecture simple.
La gare était difficilement accessible par la route avant la création du raccordement en 1995 de la route Centre-Europe Atlantique à l'autoroute A6.

### Effets territoriaux
Lors de la création de la LGV, il y avait en France un consensus politique sur les effets structurants des infrastructures de transports. Localement il y avait donc de grands espoirs sur les effets positifs de la gare sur le développement de la ville. On espérait ainsi que la gare TGV « allait permettre la décentralisation de Paris à Mâcon de grands services de l’État ou de grandes entreprises ».
En 1982, il est décidé de créer un pôle d’activités tertiaires sur le site de la gare. Les élus votent le classement des terrains agricoles environnants en ZAD et la création d'une première ZAC de 5 ha, qui n'attire aucune entreprise. En 1986, la ville et la CCI créent un syndicat mixte pour gérer le site et faire sa promotion. Elle confie la restructuration de l’« Espace Entreprises Mâcon-Loché » à l'architecte Henri Guchez qui propose un ensemble ambitieux, avec un projet architectural « L’Éllipse » formé de douze bâtiments autour de la gare TGV, une zone industrielle au sud, une zone d'activité économique au sud, des hôtels, un centre de conférence, un héliport… Le projet ne parvient pas à attirer suffisamment de partenaires industriels et doit être suspendu. L'amélioration de l'accès routier et la révision du plan d’occupation des sols relancent les projets d'aménagement, avec la création d’un parc d’activités de 55 ha en 1993. Avec une quinzaine d'implantation d'entreprises, issues généralement d'autres secteurs de l'agglomération, le résultat reste bien en deçà des attentes. Les établissements industriels sont des sites de production banalisés, sans grande valeur ajoutée. La plupart des projets d'infrastructures tertiaires ont été abandonnés. L'immeuble de bureaux édifié à proximité de la gare avait encore des locaux disponibles dix ans après sa construction. La zone d'activités a réussi à attirer d'autres entreprises à partir de 2004, grâce au raccordement au réseau routier. Les entreprises qui se sont installées sur le site confirment avoir été plus intéressés par les accès routiers vers l'A6 et la RN 79 que par la gare TGV.
La zone d’activités des Berthillets, créée en 1987 sur la commune voisine de Charnay-lès-Mâcon, a bénéficié d'une plus grande attractivité en raison de taxes et de coût fonciers moins importants. Les deux zones ont été fusionnées lors de la création de la communauté d’agglomération.

## Fréquentation
À la mise en service, 300 000 voyageurs annuels étaient attendus par la SNCF. La fréquentation réelle a été beaucoup plus faible avec 55 000 voyageurs en 1983. Elle était alors utilisée à 90 % pour des trajets vers Paris, et 10 % vers Genève. On observait que 46 % des voyages étaient à titre professionnel, 44 % à titre personnel.
La fréquentation s'est par la suite améliorée, pour atteindre 460 000 voyageurs en 2008. Elle reste surtout utilisée pour des voyages professionnels et on observe une part assez importante d'abonnés faisant des allers-retours quotidiens pour aller travailler à Paris. La part des trajets vers Genève a légèrement augmenté pour atteindre environ 15 %. En 2017, elle a baissé pour s'établir à 450 911 voyageurs.

## Service des voyageurs

### Accueil
Le bâtiment voyageurs dispose d'un espace d'accueil commercial SNCF, avec points d'information et de vente des titres de transports, salle d'attente, service des objets trouvés, et toilettes payantes. D'autres services commerciaux sont proposés, notamment un distributeur de friandises et de boissons, une boîte aux lettres et un bar.
En 2013, Mâcon-Loché-TGV est la première gare de France à posséder un fauteuil roulant équipé d'un système à motorisation électrique. Ce nouveau fauteuil permet de diriger, d'entraîner et de freiner sans effort grâce à une roue centrale située sous le châssis et alimentée par une batterie. Ce nouvel équipement apporte un grand confort aussi bien à l'usager qu'à l'agent d'escale.

### Desserte

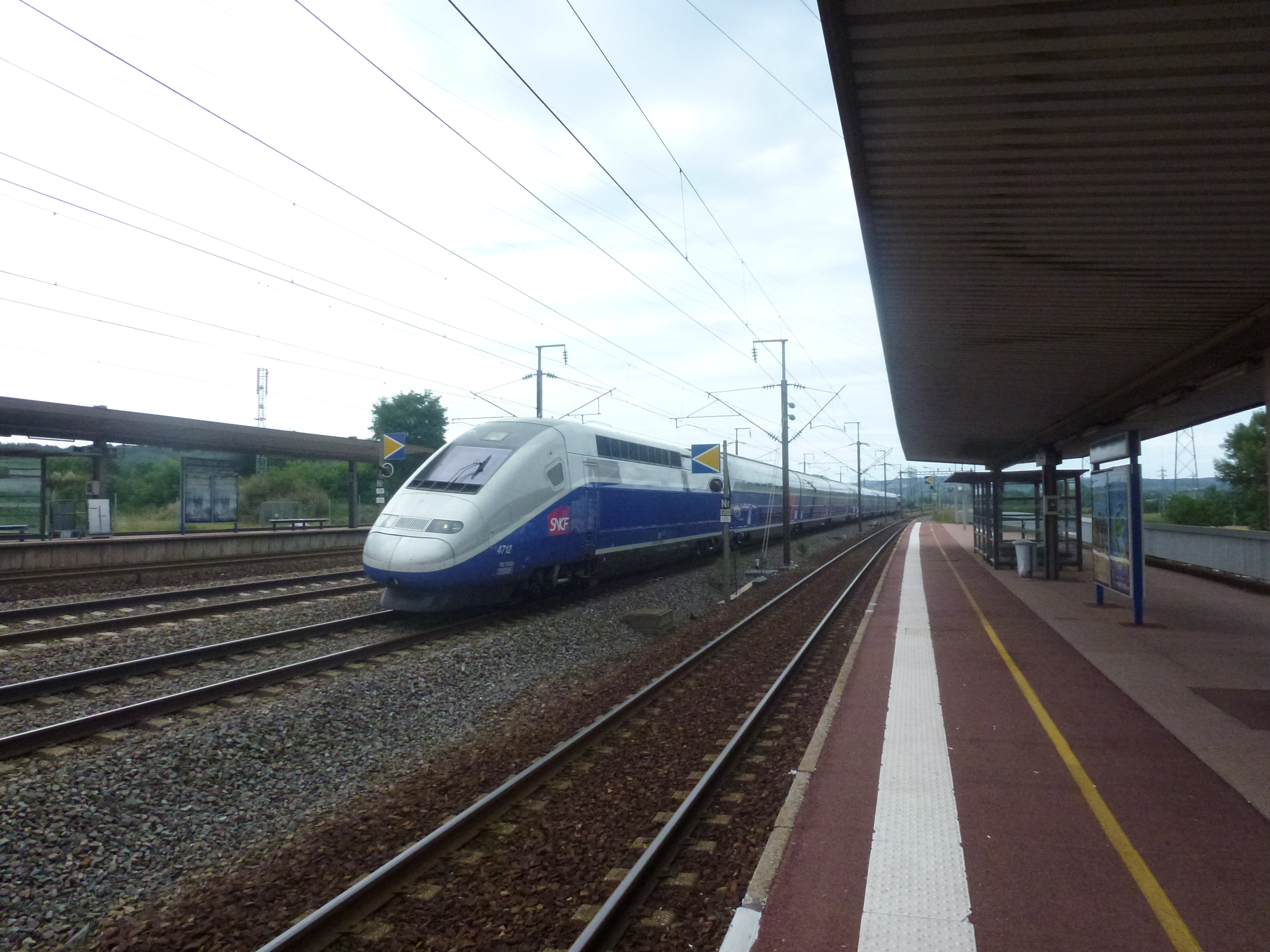
Un train traversant la gare.

Cette gare est desservie par une quinzaine de TGV inOui quotidiens, principalement par les trains en provenance ou à destination d'Annecy ou de Milan. Quelques TGV inOui en provenance de Lyon-Perrache s'y arrêtent également. Tous ces trains sont à destination de Paris-Gare-de-Lyon.

### Intermodalité
À l'ouverture de la gare, des navettes par autocars desservaient Mâcon centre, Villefranche-sur-Saône, Cluny et Cormatin. Faute de rentabilité suffisante, les lignes vers Cluny et Cormatin ont été supprimées.
En 2013, la gare de Mâcon-Loché-TGV est reliée par plusieurs lignes de transport en commun routier :
- ligne E du réseau urbain TRémA à destination de Mâcon, via Charnay-lès-Mâcon ;
- ligne 701 du réseau interurbain Mobigo (ancienne ligne 7 Buscéphale) à destination de Mâcon-Ville et Chalon-sur-Saône, via Cluny, Taizé, Cormatin, Givry ;
- ligne X25 du réseau interurbain Cars Région Express à destination de Villefranche-sur-Saône via Romanèche-Thorins, Belleville et Saint-Georges-de-Reneins. Cette ligne était exploitée jusqu'au 9 décembre 2012 par les TER Rhône-Alpes[10].

La possibilité d'un raccordement TER à l'ancienne ligne Moulins – Mâcon, qui passe quelques kilomètres au nord, a été évoquée plusieurs fois, sans déboucher sur des études effectives.